# 蒲生郷貞
蒲生 郷貞（がもう さとさだ、生年不詳 - 慶長19年〈1614年〉）は、戦国時代から江戸時代にかけての武将。通称は主計（助）。

## 生涯
元は上野田（こうずけだ）と称し、蒲生惟賢の兄である上野田忠俊の子孫とされている。
蒲生賢秀・氏郷父子に仕え、永禄11年（1568年）の観音寺城の戦いの際と天正10年（1582年）の本能寺の変直後に行われた日野城の籠城に加わっている。
天正15年（1587年）の九州征伐の際の軍功によって、蒲生の名字と「郷」の偏諱を与えられた。
葛西大崎一揆や九戸政実の乱の際にも活躍し、平定後の天正20年（1592年）に実施された氏郷による会津領の所領配分の結果、岩瀬郡の長沼城に1万石を与えられた。
蒲生秀行が再度会津に入封すると、塩川城に8千5百石を与えられる（後に南山田島城へ移されたとする説もある）。
岡重政と蒲生郷成の派閥争いでは岡重政に加担したが、一旦実権を握った岡重政が徳川家康の不興を買って処刑されると、反対派が復権する一方で、外池良重ら岡に加担していた人々が出奔したために苦境に立たされる。
慶長19年（1614年）、郷貞は借金を巡って訴訟を起こした。当時、大坂の陣が起き、軍役を果たすために必要であったとみられている。しかし、当時の当主であった蒲生忠郷が幼年であった上、処刑された岡重政の派閥であったことから重臣達は訴状を受理しなかった。郷貞は家中で孤立して軍役も満足に果たせず、将来を悲観して同年冬に自刃した。
忠郷の弟である蒲生忠知の時代に伊予松山藩にて3千石を与えられていた蒲生主計助は郷貞の子と言われている。